# Amy Hennig
Amy Hennig (nascida em 19 de agosto de 1964) é uma diretora e roteirista estadunidense de jogos eletrônicos, mais conhecida por seus trabalhos na sua ex-empregadora, Naughty Dog. Ela começou a trabalhar na indústria de games no Nintendo Entertainment System. com a estréia de seu projeto no jogo Michael Jordan: Chaos in the Windy City para Super Nintendo Entertainment System. Mais tarde ela foi trabalhar para a Crystal Dynamics, trabalhando principalmente na série Legacy of Kain (sua autoproclamada maior conquista). Com a Naughty Dog, seu trabalho foi com duas séries principais: Jak and Daxter e Uncharted.
Hennig acredita que a direção criativa de um roteiro tem mais importância do que os gráficos do jogo. Ela tem sido proclamada uma das mulheres mais influentes na indústria dos jogos eletrônicos pela revista Edge.

## Vida
Hennig se formou na Universidade da Califórnia em Berkeley, com bacharelado em Literatura inglesa. Ela passou na escola de cinema na Universidade do Estado de São Francisco, quando ela foi contratada como artista, para um jogo do Atari, ElectroCop. O seu trabalho no jogo fez-lhe perceber que a indústria de videogames a interessava mais do que a indústria cinematográfica; ela saiu da escola de filme logo depois. Hennig afirma que seus estudos de cinema e grau de literatura têm-la ajudado trabalhar: "tudo o que aprendi como a graduação em literatura inglesa e escola de filme sobre edição e tiros e a linguagem de filme vieram a calhar, mas de uma forma que eu não poderia planejado."

## Carreira
Hennig trabalhou na indústria de videogames desde a década de 1980. A maioria dos seus primeiros empregos envolvendo jogos no Nintendo Entertainment System, onde ela trabalhava primariamente como artista e animadora. O primeiro trabalho dela como artista freelancer para a ElectroCop, foi um jogo inédito jogo do Atari 7800, baseando-se no título de lançamento do Atari Lynx. Mais tarde ela se juntou à Electronic Arts como animadora e artista, trabalhando em títulos inéditos Bard's Tale 4,e Desert Strike. Mudando mais tarde para conceito e direção de jogos eletrônicos.
Dois anos depois de ser contratada na Electronic Arts, Hennig trabalhou como uma artista em Michael Jordan: Chaos in the Windy City. No entanto, quando o designer-chefe se demitiu, Hennig conseguiu o emprego. Na década de 1990, mudou-se para a Crystal Dynamics, onde ela ajudou a Silicon Knights no desenvolvimento de Blood Omen: Legacy of Kain. Mais tarde, ela trabalhou como diretora, produtora e roteirista para Legacy of Kain: Soul Reaver. Ela também dirigiu e escreveu Soul Reaver 2 e Legacy of Kain: Defiance.
Hennig saiu Crystal Dynamics para atuar como diretora criativa para Naughty Dog. Ela contribuiu para a série Jak and Daxter antes de trabalhar como diretora do jogo Uncharted: Drake's Fortune, e como roteirista-chefe e diretora criativa da série Uncharted. Com Uncharted 2: Among Thieves, Hennig liderou uma equipe de 150 pessoas que criou o jogo, bem como atuou como roteirista. Depois de dirigir e escrever Uncharted 3: Drake's Deception e começado a trabalhar em Uncharted 4: A Thief's End para o PlayStation 4, Hennig deixou a Naughty Dog em 2014. A partir de 3 de abril de 2014, Hennig juntou-se à Visceral Games com Todd Stashwick para trabalhar em seu jogo de Star Wars. Em 2017 a Visceral Games foi fechada pela Electronic Arts e Amy será relocada para outro estúdio da companhia e seu projeto irá para novos desenvolvedores.

## Tipo de roteiro
Hennig acredita que o termo  plataforma é ultrapassado e mal usado em muitos jogos modernos, preferindo um termo diferente como "transversal" para alguns. Ela também sente que focar demais gráficos pode inibir um jogo, dizendo que uma vez que os roteiristas de jogos centram-se na expressão criativa, jogos de videogame melhorarão extremamente.
Ela frequentemente usa personagens de apoio para destacar os aspectos da personalidade de outros personagens através de interações dentro do roteiro. Por exemplo, Chloe Frazer atua como um contraponto para Nathan Drake, destacando os aspectos mais escuros de sua personalidade e passado. Com seu trabalho na série Uncharted, Hennig descreveu o roteiro e a trama como estando na "margem sangrenta" do gênero cinematográfico de jogos eletrônicos. Ela ganhou dois prêmios da Writers Guild of America Video Game Writing Awards além de um prêmio especial em reconhecimento a seu trabalho na indústria de games pela BAFTA e vários outros por seu trabalho em Uncharted 2: Among Thieves e Uncharted 3: Drake's Deception.

## Influência
Hennig tem sido citada como um exemplo de mulher de sucesso em uma indústria dominada historicamente por homens, e de como as mulheres estão tomando papéis mais importantes dentro dela. Hennig afirma que não encontrou machismo na indústria, mas que as diferentes perspectivas dos homens na indústria tem ajudado em algumas ocasiões. A revista britânica Edge nomeou ela uma das 100 mulheres mais influentes na indústria de jogos eletrônicos.